# Fotbollsgalan 1995
Fotbollsgalan 1995 hölls måndagen den 6 november 1995 på Berns i Stockholm och var den 1:a Fotbollsgalan i ordningen. SVT sände. Katarina Sjöberg och Arne Hegerfors var programledare.

## Priser
| Pris                    | Vinnare                           |
| ----------------------- | --------------------------------- |
| Årets forward, herr     | Jörgen Pettersson, Malmö FF       |
| Årets mittfältare, herr | Niclas Alexandersson, Halmstad BK |
| Årets back, herr        | Teddy Lucic, Västra Frölunda IF   |
| Årets målvakt, herr     | Thomas Ravelli, IFK Göteborg      |
| Årets mål               | Jesper Blomqvist, IFK Göteborg    |
| Årets tränare           | Reine Almqvist, Helsingborgs IF   |
| Årets tränare, dam      | Karl-Axel Flygar, Älvsjö AIK      |
| Folkets lirare          | Niclas Alexandersson, Halmstad BK |
| Diamantbollen           | Malin Andersson, Älvsjö AIK       |
| Guldbollen              | Patrik Andersson, Mönchengladbach |

## Artister
- Lars Berghagen
- Marianne Flynner, Susanne Alfvengren och Åsa Jinder
- Hassan & Co.
- Jörgen Mörnbäck
- Wilmer X